# Verontwaardiging (roman)
Verontwaardiging (Engels: Indignation) is een roman uit 2008 van de Amerikaanse schrijver Philip Roth.

## Verhaal
Marcus Messner is het enig kind van een koosjere slager en diens vrouw. Hij woont nog bij zijn ouders in Newark (New Jersey) en studeert aan het plaatselijke college. Hoewel hij een uitstekend student is, en bovendien nog heel wat uren werkt in de slagerij van zijn vader, maakt deze zich buitensporig ongerust over zijn zoon. Mogelijk komt dit door de Koreaanse Oorlog, waarin de Verenigde Staten dan juist betrokken zijn en de vele berichten over gesneuvelde Amerikaanse soldaten. Hoe dan ook, Marcus wordt zo nerveus van zijn vader dat hij besluit naar een andere universiteit te gaan. Die vindt hij in een provinciestad (Winesburg) in Ohio. Daar kan hij het kamer delen met andere studenten niet uitstaan. In zijn eerste studentenhuis draait een van de kamergenoten de hele dag klassieke grammofoonplaten. Marcus verhuist naar een andere dorm, waar hij zijn kamer slechts deelt met één andere student. Deze leent hem zijn auto wanneer Marcus een avondje uitgaat met Olivia. Marcus is geschokt én in de zevende hemel wanneer zij hem - na afloop van het uitje - oraal bevredigt. Wanneer hij dit aan zijn huisgenoot vertelt maakt deze Olivia uit voor slet en Marcus besluit meteen opnieuw te verhuizen. De studentendecaan ziet in al dit verhuizen van Marcus aanleiding om de student uit te nodigen voor een gesprek. Marcus maakt van de gelegenheid gebruik om zijn gal te spuien over het verplichte kerkbezoek op de campus. Hij citeert uit zijn hoofd uit Bertrand Russells Why I am not a Christian en moet - naar hij eerst denkt van woede - overgeven in het kantoor van de decaan. Later blijkt hij een blindedarmontsteking te hebben. Hij wordt met spoed naar het ziekenhuis gebracht waar hij wordt geopereerd. Olivia komt hem hier regelmatig bezoeken en ook zijn moeder, die hem vertelt dat zijn vader half krankzinnig is geworden en dat ze overweegt om van hem te scheiden. Olivia bevredigt Marcus terwijl hij in zijn ziekenhuisbed ligt. Een zuster ziet het en Marcus is - naar later blijkt - terecht bang dat de zuster hiervan melding zal maken aan de universiteit. Dat brengt het risico met zich mee dat hij van de universiteit wordt weggestuurd en vervolgens wordt opgeroepen om te vechten in Korea. Als Marcus weer uit het ziekenhuis ontslagen is, blijkt Olivia van de campus te zijn verdwenen. In zijn wanhoop haar te vinden, brengt hij een bezoek aan de decaan. Die blijkt inderdaad op de hoogte te zijn van de gebeurtenissen in het ziekenhuis. Hij beweert dat Olivia zwanger is, hetgeen Marcus ernstig verwart. Niet veel later vindt er op de campus van Winesburg een uitbarsting plaats van studentikoze ongein. Een aantal studenten bestormt de vrouwelijkestudentenhuizen en gooit vervolgens honderden witte onderbroeken naar buiten. Dit alles leidt tot grote woede van de president van het college.